# Иска (Нижнетавдинский район)
Иска — село в Нижнетавдинском районе Тюменской области России. Административный центр Искинского сельского поселения.

## География
Село находится на западе Тюменской области, в пределах юго-западной части Западно-Сибирской низменности, в зоне подтайги, на расстоянии примерно 27 километра (по прямой) к юго-западу от села Нижняя Тавда, на правом берегу реки Иска, административного центра района.

### Климат
Климат умеренно континентальный с холодной продолжительной зимой и коротким тёплым летом. Средняя температура воздуха самого холодного месяца (января) — −18,6 °C (абсолютный минимум — −53 °C); самого тёплого месяца (июля) — 17,6 °C (абсолютный максимум — 38 °С). Безморозный период длится в среднем 111 дней. Среднегодовое количество атмосферных осадков составляет 300—400 мм, из которых 70 % выпадает в тёплый период. Продолжительность залегания снежного покрова составляет в среднем 156 дней.

## История
До 1917 года входила в состав Велижанской волости Тюменского уезда Тобольской губернии. По данным на 1926 год деревня Иска состояла из 189 хозяйств. В административном отношении являлась центром Искинского сельсовета Нижнетавдинского района Тюменского округа Уральской области.

## Население
| 2010 |
| ---- |
| 1017 |

### Национальный состав
По данным переписи 1926 года в деревне проживало 939 человек (430 мужчин и 509 женщин), в том числе: русские составляли 96 % населения, чуваши — 3 %.
Согласно результатам переписи 2002 года, в национальной структуре населения русские составляли 76 % населения из 1036 чел.